# Asesinato de Genivaldo de Jesus
El 25 de mayo de 2022, el brasileño joven negro diagnosticado con esquizofrenia, Genivaldo de Jesus Santos (30 de junio de 1983 — 25 de mayo de 2022), de 38 años, fue abordado por la Policía Federal de Carreteras por no tener Licencia Nacional de Conducir (CNH) y por no usar casco mientras conducía una motocicleta en Sergipe, Brasil. Durante el acercamiento fue brutalmente atacado por la policía, que utilizó gas pimienta, técnicas de inmovilización y una cámara de gas improvisada. Lo colocaron inconsciente en el vehículo y lo llevaron a la comisaría, donde lo encontraron muerto. Se determinó que la causa de la muerte fue asfixia mecánica e insuficiencia respiratoria aguda. Su muerte, ocurrida exactamente dos años después del asesinato de George Floyd, tuvo repercusión internacional, generó gran conmoción y protestas.
La Policía Federal de Caminos intentó proteger a los policías y la investigación se extendió tres veces, pero los tres agentes implicados en la muerte de Genivaldo -Paulo Rodolpho Lima Nascimento, William de Barros Noia y Kleber Nascimento Freitas- fueron finalmente denunciados por el Ministerio Público Federal. , por tortura, abuso de autoridad y homicidio calificado. Los otros dos agentes de policía que firmaron el informe policial no fueron denunciados.
El 25 de mayo, el senador Humberto Costa (PT-PE), presidente de la Comisión de Derechos Humanos y Legislación Participativa, propuso un proyecto de ley (1.388/2022) de pensión temporal para el hijo de Genivaldo y pensión especial vitalicia para su esposa, además de una indemnización. de R$ 1 millón a la viuda. El día 27, las ONG Educafro Brasil y Centro Santo Días de Direito Humanos solicitaron una indemnización de R$ 128 millones, la misma cantidad en reales pagada a la familia de George Floyd. El superintendente del gobierno de Sergipe, Givaldo Ricardo, informó el día 29 que la decisión sobre una posible indemnización para la familia de Genivaldo no depende de la gestión estatal: "Creo que la familia necesita y merece ser indemnizada para tratar de minimizar una pérdida tan grave, pero la La decisión sobre cómo debe ocurrir esto, los montos y quién debe compensar, no depende de una decisión del Poder Ejecutivo estatal”. El 3 de abril, la abogada Martha Carvalho Dias de Figueiredo, del Ministerio Público Federal, defendió el pago de R$ 128 millones por parte del Sindicato.
El 6 de enero de 2023, el ministro de Justicia, Flávio Dino, publicó en su Twitter que ordenó al secretario de Acceso a la Justicia, Marivaldo Pereira, tomar medidas para que se pagara la indemnización.

## Antecedentes

### Víctima
Genivaldo de Jesus Santos (30 de junio de 1983 — 25 de mayo de 2022) tenía 38 años, estaba jubilado por esquizofrenia y tomaba medicación controlada desde hacía veinte años. Estaba casado con María Fabiana dos Santos, tenía un hijo de siete años y un hijastro de 18. Vivía en una casa de apenas dos habitaciones, en un barrio sencillo de la ciudad de Umbaúba, al sur del estado de Sergipe.En 2016, Genivaldo inició un proceso judicial por un abordaje policial de agentes de la policía militar; se negó a ser registrado porque no entendía lo que preguntaba la policía. Debido a su esquizofrenia, se demostró su incapacidad para comprender el acto cometido y fue absuelto.

### Policía Federal de Carreteras
El PRF había estado involucrado anteriormente en controversias. El 24 de mayo asistió al BOPE en una operación que dejó 23 muertos en Vila Cruzeiro. Su participación fue cuestionada, pues el operativo no implicó acciones en carreteras federales. El 1 de junio, Folha de S.Paulo publicó un artículo que muestra que apenas dos días antes del asesinato de Genivaldo, dos jóvenes de 16 y 21 años iban en una motocicleta con documentos irregulares y sin casco, cuando fueron esposados por el PRF y atacados a bofetadas. y esposados.
También se destacó la escuela preparatoria de policía AlfaCon. La escuela está ubicada en Cascavel, Paraná, y fue denunciada el 28 de mayo por Douglas Belchior, activista del movimiento negro. Artículos de Uol y Ponte Jornalismo revelaron que no era la primera vez que la escuela estaba en el foco de los medios. También existen conexiones entre la familia Bolsonaro y la escuela, como el presidente Jair Bolsonaro anunció AlfaCon en su Instagram y Eduardo Bolsonaro dijo durante un curso en julio de 2018 que "un cabo y un soldado serían suficientes para cerrar el STF". El curso impartió clases de tortura a los estudiantes, incluida la utilizada para matar a Genivaldo. Además, los vídeos mostraban a los profesores haciendo diversas alusiones al crimen, desde asesinato hasta racismo.
La escuela pasó a ser investigada por los Ministerios Públicos de São Paulo y Paraná, a pedido del PSOL y de la Uneafro Brasil, respectivamente, junto con el Instituto Peregum de Referencia Negra. Ambas órdenes también incluyeron el cierre de escuelas. El PSOL ya había presentado una solicitud de investigación en 2020, que fue agregada. En ese momento, Evandro Bitencourt Guedes y Norberto Florindo Júnior estaban siendo investigados por promover la tortura y el asesinato en sus cursos, pero el caso fue abandonado por la Policía de São Paulo.

## Asesinato
El 25 de mayo de 2022, alrededor de las 11 horas (UTC-3), en el kilómetro 180 de la carretera BR-101, en Umbaúba, tres agentes de la Policía Federal de Caminos —Paulo Rodolpho Lima Nascimento, William de Barros Noia y Kleber Nascimento Freitas— Le pidieron a Genivaldo que detuviera su motocicleta. Sabía conducir el vehículo, pero no contaba con el Carné de Conducir Nacional (CNH) y no llevaba casco, motivo del abordaje policial. El sobrino de la víctima, Uallison de Jesús, que se encontraba cerca, afirmó que Genivaldo "cumplió todas las órdenes". Un policía le pidió a Genivaldo que se levantara la camisa y luego afirmó que tenía medicamentos psiquiátricos en el bolsillo y una receta médica que acreditaba los trastornos. Vídeos tomados por testigos mostraron que, al inicio del acercamiento, los agentes miraron la documentación y registraron a Genivaldo, quien tenía las manos en la cabeza, lo maldecía y se sentía incómodo. Genivaldo reaccionó ante la truculencia del acercamiento y luego fue derribado e inmovilizado. Otro video grabado por un testigo mostró a un agente tratando de inmovilizarlo, con las piernas alrededor de su cuello, mientras otro se acercaba armado a él.
El sobrino intentó advertirle que su tío era esquizofrénico, pero el policía aun así pidió refuerzos. Poco después llegó una moto y otro vehículo. Según Uallison, la policía comenzó a torturar a Genivaldo, rociándolo con gas pimienta, además de patearle las piernas y pisotearle la cabeza. En un intento de inmovilizarlo, la policía utilizó una técnica conocida como "estrangulamiento trasero desnudo". Los testigos dijeron que fue atacado durante unos treinta minutos. Luego lo colocaron en el vehículo con la mano detrás y las piernas extendidas. Mientras los agentes presionaban la tapa del maletero contra Genivaldo, uno de ellos arrojó una bomba lacrimógena al interior del vehículo. Un video mostró a un oficial de policía desbloqueando el dispositivo y arrojándolo dentro del vehículo. Luego, se expulsa humo blanco del vehículo. Uallison informó que un oficial empujó a su madre, lo que provocó que su cuñada le dijera: "Chico, no hagas eso". El agente respondió: "Él es mejor que nosotros allí". La policía filmó a las personas que filmaban la escena, en tono amenazador.
Tan pronto como Genivaldo dejó de luchar y gritar, la policía metió las piernas dentro y cerró la puerta trasera del coche policial, se subió al coche y abandonó el lugar. Genivaldo fue trasladado a la Comisaría Civil de Umbaúba, donde lo encontraron inconsciente. Fue trasladado "inmediatamente" al Hospital José Nailson Moura, donde se confirmó su muerte. La familia dijo que llegó al hospital sin vida, y que durante el rescate se utilizaron técnicas para reanimarlo. Según un informe del Instituto Médico Legal (IML), la muerte de Genivaldo se produjo por asfixia mecánica e insuficiencia respiratoria aguda.

### Funeral
El cuerpo de Genivaldo fue recogido por el IML y llegó a Aracaju a las 16.58. El cuerpo fue liberado del IML alrededor de las 22:30 horas. Se dirigió a la casa de su madre, en Santa Luzia do Itanhi, donde fue sepultado. Fue enterrado en Umbaúba hacia las 11 de la mañana del día siguiente.

## Reacciones
El vídeo de la acción policial se volvió viral en Internet, provocando la reacción de políticos, sociedad civil, organizaciones de derechos humanos y varios artistas. La organización no gubernamental internacional Human Rights Watch, que defiende e investiga los derechos humanos, se pronunció y afirmó estar "consternada y conmocionada" por la muerte de Genivaldo de Jesús Santos. Las concejalas Erika Hilton y Linda Brasil, ambas del PSOL, pidieron en un llamamiento urgente a Naciones Unidas que supervise la investigación del caso. La oficina de Derechos Humanos de la ONU para América del Sur emitió un comunicado exigiendo a las autoridades brasileñas realizar una investigación "rápida y completa" sobre la muerte de Genivaldo. Jan Jarab, jefe de la oficina, afirmó que el caso, "de por sí impactante, pone una vez más en duda el respeto de los derechos humanos en la actuación de la policía en Brasil", citando también casos como la masacre de Vila Cruzeiro. El Foro Brasileño de Seguridad Pública emitió una nota en la que escribe que "la muerte de Genivaldo Jesús Santos conmocionó a la sociedad brasileña por el nivel de su brutalidad, exponiendo la falta de preparación de la institución para garantizar que sus agentes obedezcan los procedimientos básicos de abordaje que guían el trabajo de seguridad fuerzas en Brasil". La Comisión para la Defensa de los Derechos Humanos, don Paulo Evaristo Arns, defendió la detención de los policías implicados y confió en que se establezca rápidamente la responsabilidad individual por el crimen, por lo que consideró una "ejecución sumaria", y pidió a la ONU "recordar a Brasil sus obligaciones [de respetar los derechos humanos], mediante la ratificación [de tratados internacionales], y subrayar la necesidad de un control externo de la violencia policial". Dos asociaciones que actúan en el movimiento de acción negra presentaron una acción civil pública contra la Unión ante el Tribunal Federal de Sergipe, solicitando una indemnización por el daño moral colectivo y social causado por la muerte de Genivaldo, valorada en 128 millones de reales. El secretario de Derechos Humanos de la ONU, Jan Jarab, expresó su preocupación por la violencia policial en Brasil y pidió que la investigación sea rápida y completa.
La viuda, María Fabiana dos Santos, afirmó que no creía que se tratara de una muerte, sino "de un verdadero crimen, cometido con crueldad". Un sobrino de la víctima, Ismael dos Santos, dijo: "Todavía no podemos entender lo que pasó. Fue algo tan brutal que no podíamos imaginar que sucediera. Mi tío no llevaba casco, pero aquí en el interior "Es algo común y aun así no debería haber sido asesinado por eso. Eso no es un crimen de muerte". El presidente Jair Bolsonaro comentó: "Voy a consultar con el PRF". El 3 de junio, el presidente afirmó que los policías no tenían intención de matar a Genivaldo y que el caso no era más que un error de juicio. En una reunión entre el expresidente Luiz Inácio Lula da Silva y movimientos sociales el 27 de mayo, fue guardó un minuto de silencio, mientras él, el exgobernador Geraldo Alckmin y otros líderes sostenían carteles pidiendo justicia por Genivaldo. El 30 de mayo, Bolsonaro defendió al PRF y llamó "marginal" a Genivaldo. Tres políticos afiliados al PT, Reginaldo Lopes (MG), João Daniel (SE) y Márcio Macêdo (SE), presentaron el PL 1.390/22, que prevé una indemnización de R$ 1 millón para la familia de Genivaldo, además de una pensión vitalicia con límite máximo del salario del beneficio actualizado del Régimen General de Seguridad Social (RGPS), que se dividirá en partes iguales entre los familiares. El proceso es concluyente y necesitaría pasar por las comisiones de Seguridad Social y Familia, Hacienda y Fiscalidad y Constitución y Justicia y Ciudadanía.
En Internet, los usuarios asociaron el caso de Genivaldo con las cámaras de gas utilizadas por los Nazismo en los campos de exterminio judíos durante la Segunda Guerra Mundial. Michel Gherman, coordinador del Centro Interdisciplinario de Estudios Judíos de la Universidad Federal de Río de Janeiro (UFRJ), asesor del Instituto Brasil-Israel y profesor de sociología, afirmó: "No es como el nazismo, en cuanto a la práctica del asesinato "Es el nazismo, Utilizaba exactamente la misma forma de matar que el nazismo". El caso estuvo entre los temas más comentados en las redes sociales el 26 de mayo. En Twitter, los hashtags "Sergipe", "Genivaldo", "Câmara de Gás", "Umbaúba", "Assassinato" y "Polícia Rodoviária Federal" sumaron más de 176 mil publicaciones, y surgieron hashtags como #PRFAssassina. El caso estuvo vinculado al asesinato de George Floyd por parte de internautas y prensa; ocurrido exactamente dos años antes, el 25 de mayo de 2020, George Floyd también era negro y fue asfixiado por un policía. Un arte, creado por el ilustrador y activista Cristiano Siqueira, que muestra el rostro de la víctima con las palabras "Justicia para Genivaldo", se volvió viral en las redes sociales. Según él, su intención era mostrar su trabajo como una herramienta de manifestación y cuestionamiento de la violencia policial.

### Prensa internacional
El caso tuvo repercusión internacional, siendo reportado por BBC News, CNN, The Guardian, The Washington Post, Reuters, Deutsche Welle, Al Jazeera, The Telegraph, France 24 y El País, además de los diarios locales de gran tirada Clarín, Corriere della Sera, Le Monde, Bild y Cānkǎo Xiāoxī.

### Manifestaciones
El 26 de mayo, vecinos y representantes de movimientos sociales protestaron en Umbaúba, bloqueando un tramo de la BR-101 que da acceso al municipio. Se quemaron neumáticos y se colocaron carteles pidiendo justicia. Representantes de la CUT Sergipe se sumaron a las manifestaciones y afirmaron en un comunicado que exigirán una respuesta de las autoridades competentes: "¿Hasta cuándo la policía seguirá matando a la población y permanecerá impune?". Al día siguiente, el movimiento "Por las Vidas Negras" del Distrito Federal organizó un acto frente a la sede del PRF en Brasilia, pidiendo justicia, con el apoyo de los grupos que luchan por el "fin del racismo". El mismo día, tuvo lugar una protesta frente a la Superintendencia de la Policía Federal de Caminos, en la Zona Norte de São Paulo. En la mañana del día 28 hubo una protesta organizada por el movimiento negro y activistas de derechos humanos, con pancartas y carteles con lemas como "Stop Killing Us" y "Black Lives Matter".
El 19 de septiembre, los manifestantes cerraron la BR-101, pidiendo que se concluyera el caso Genivaldo.

## Investigación y desarrollos

### Multas
Después de la muerte de Genivaldo, la familia recibió cuatro multas de tránsito cometidas el día del crimen, por un total de R$ 2.184,45. El 10 de octubre, día en que los policías fueron imputados ante el Ministerio Público Federal, el PRF anunció que había suspendido las multas.

### reacción PRF
En nota difundida el 25 de mayo, el PRF afirmó que Genivaldo "resistió activamente un acercamiento" y que, por ello, "se utilizaron técnicas de inmovilización e instrumentos de menor potencial ofensivo para contenerlo". La nota no menciona que los dos policías encerraron a Genivaldo en el maletero mientras se veía salir humo blanco del interior del vehículo. La policía registró un informe policial que afirmaba que Genivaldo tenía las manos alrededor de la cintura y los bolsillos y no obedecía sus órdenes. Sin embargo, Uallison afirmó: “En ningún momento mostró fuerza. De hecho, cuando se le acercaron, levantó las manos y la camiseta, y demostró que no tenía ningún arma”. Además, según Samira Bueno, directora ejecutiva del Foro Brasileño de Seguridad Pública, "el uso de gas pimienta como instrumento con menor potencial ofensivo es común entre la policía, generalmente para disipar multitudes, pero nunca debe hacerse en ambientes cerrados o por períodos prolongados en una persona. Su mal uso puede provocar la muerte". El mismo día, el PRF abrió un procedimiento disciplinario para investigar la conducta de los policías involucrados. El PRF informó el día 26 que destituyó a los policías involucrados.
El 28 de mayo, el PRF cambió su discurso, declarando que había "observado con indignación los hechos ocurridos en Umbaúba en los que participaron agentes de la policía federal de caminos, que resultaron [sic] en la muerte del señor Genivaldo de Jesús Santos. Los procedimientos vistos durante la acción no se ajusta a los lineamientos de los cursos y manuales de nuestra institución". Dos días antes, la institución había declarado en un comunicado que la muerte había sido "una víctima mortal, ajena a la actuación policial".

### Apertura de la investigación
La familia presentó una denuncia policial el 25 de mayo. El entonces Ministro de Justicia, Anderson Torres, declaró que había declarado la apertura de una investigación por parte de la Policía Federal y la Policía Federal de Carreteras por ese acercamiento policial, buscando esclarecer el episodio. La Policía Federal (PF) abrió una investigación para investigar el caso, iniciando gestiones para esclarecer lo sucedido. La Asociación de Abogados de Brasil (OAB) en Sergipe informó que seguirá de cerca la evolución de la situación y afirmó, en un comunicado, que respeta las instituciones, pero que no tolera ningún tipo de violencia o tortura. El Ministerio Público Federal (MPF) informó que abrió un procedimiento para dar seguimiento a las investigaciones sobre los hechos que llevaron a la muerte de Genivaldo. El MPF ya se había puesto en contacto con la Comisión de Derechos Humanos (CDH) del Senado Federal, informando que investigaría la muerte de Genivaldo.
Al día siguiente, la Fiscalía Regional de Derechos de los Ciudadanos de Sergipe abrió un procedimiento de investigación del caso, por "violaciones de los derechos de los ciudadanos y, en particular, de los derechos de las personas con discapacidad". El 28 de mayo, el Consejo Federal y la OAB de Sergipe solicitaron la detención cautelar de los implicados en la muerte de Genivaldo. El mismo día, el Partido de los Trabajadores presentó una solicitud ante la Comisión de Trabajo solicitando la convocatoria del ministro de Justicia, Anderson Torres, y la invitación del director general del PRF, Silvinei Vasques, exigiendo explicaciones sobre el caso. El IML también determinó mediante peritajes preliminares que las lesiones de Genivaldo eran compatibles con el reporte de la agresión.

### secreto de 100 años
El 26 de mayo, el diario Metrópoles solicitó, con base en la Ley de Acceso a la Información (LAI), la cantidad, número de procesos administrativos y acceso a los expedientes completos de los cinco policías que firmaron el expediente del caso, datos que fueron negados por el PRF porque la organización entendió que se trataba de información personal de policías. La LAI determina que “los datos personales relativos a la intimidad, la vida privada, el honor y la imagen tienen un acceso restringido por un período máximo de cien años” se aplicaría a las acciones relativas a la conducta de los servidores públicos durante el ejercicio de sus funciones. El 23 de junio, el fiscal Flávio Matias, del Ministerio Público de Sergipe, abrió una investigación por el llamado "secreto de los cien años", pero el 29 de junio el PRF levantó el secreto y reveló que sólo uno de los involucrados sería castigado. Sin embargo, Kleber Nascimento Freitas sólo fue sancionado por no renovar su licencia de conducir y por no insertar un parte de accidente en el sistema BR-Brasil. Metrópoles siguió insistiendo y ese día el caso fue llevado a la Fiscalía General de la República, el 5 de agosto. Se determinó que la Policía Federal de Caminos deberá remitir los datos completos a la prensa en un plazo de 30 días, es decir, antes del 5 de septiembre.

### Indemnidad
El 25 de mayo, el senador Humberto Costa (PT-PE), presidente de la Comisión de Derechos Humanos y Legislación Participativa, propuso un proyecto de ley (1.388/2022) de pensión temporal para el hijo de Genivaldo y pensión especial vitalicia para su esposa, además de una indemnización. de R$ 1 millón a la viuda. El día 27, las ONG Educafro Brasil y Centro Santo Días de Direito Humanos solicitaron una indemnización de R$ 128 millones, la misma cantidad en reales pagada a la familia de George Floyd. El superintendente del gobierno de Sergipe, Givaldo Ricardo, informó el día 29 que la decisión sobre una posible indemnización para la familia de Genivaldo no depende de la gestión estatal: "Creo que la familia necesita y merece ser indemnizada para tratar de minimizar una pérdida tan grave, pero la La decisión sobre cómo debe ocurrir esto, los montos y quién debe compensar, no depende de una decisión del Poder Ejecutivo estatal”. El 3 de abril, la abogada Martha Carvalho Dias de Figueiredo, del Ministerio Público Federal, defendió el pago de R$ 128 millones por parte del Sindicato.
El 6 de enero de 2023, el ministro de Justicia, Flávio Dino, publicó en su Twitter que ordenó al secretario de Acceso a la Justicia, Marivaldo Pereira, tomar medidas para que se pagara la indemnización.

### comité interventor
El 29 de mayo, el PRF envió un comité de intervención, encabezado por el director ejecutivo Daniel Soluto, para monitorear el Proceso Administrativo Disciplinario de los tres policías acusados de asesinato. El grupo tendría treinta días para elaborar un informe técnico con información identificada y sugerencias para que casos como el de Genivaldo no vuelvan a ocurrir. Según la ordenanza, el comité de intervención no podía identificar a los culpables ni provocar consecuencias legales o de otro tipo.

### Primera declaración de testigos
El 31 de mayo, la Policía Federal escuchó el testimonio de testigos en el Foro Desembargador Luiz Magalhães, en Umbaúba, procedimiento acompañado por el Ministerio Público Federal, la Defensoría Pública y los abogados de la familia de Genivaldo. Testificaron Walisson de Jesus, Damarise de Jesus Santos y Maria Fabiana dos Santos. También declararon otros testigos que se encontraban presentes en el lugar. Al día siguiente declararon empleados de la unidad de salud que atendió a Genivaldo.

### Presunta injerencia del gobierno de Bolsonaro
El 31 de mayo, el gobierno de Bolsonaro despidió a dos miembros del PRF, Jean Coelho, director ejecutivo de la corporación, y Allan da Mota Rebello, director de inteligencia. Sin embargo, el PRF y el Ministerio de Justicia y Seguridad Pública afirmaron que los cierres estaban planeados desde hacía más de un mes. Como sus sustitutos fueron elegidos Allan Rebello y Jean Coelho, que se formarían en el Colegio Interamericano de Defensa, en Washington.

### Convocación de Anderson Torres a la Comisión de Derechos Humanos del Senado
El pasado 1 de junio, entre las 10 y las 7, la Comisión de Derechos Humanos del Senado decidió citar al Ministro Anderson Torres para que explique el caso. a través de una solicitud de Alexandre Frota (PSDB). También se aceptaron simbólicamente pedidos similares de Talíria Petrone, Vivi Reis y Túlio Gadêlha. También se acordó que un grupo de senadores realizará una investigación en Aracaju y Umbaúba y que se establecerá un ciclo de investigaciones para investigar casos de violencia policial y política. Derechos humanos. El día 15, Anderson Torres asistió voluntariamente a la audiencia pública conjunta de las comisiones de Derechos Humanos y Trabajo de la Cámara de Diputados y manifestó que el caso era grave, pero que era una excepción. Según él, los policías involucrados fueron destituidos y la PF abrió un proceso administrativo y una investigación policial por el caso. Todas las acciones mencionadas se llevaron a cabo tres días después del asesinato.

### Detención preventiva
El 13 de julio, el Tribunal Federal de Sergipe negó la prisión preventiva de los tres policías involucrados. La solicitud fue realizada por el abogado de la familia, pero el Tribunal entendió que sólo las autoridades policiales y el MPF podían emitir una orden de aprehensión, y que en ese momento no había motivo para hacerlo. La familia argumentó que hubo fraude procesal, ya que la policía afirmó en el atestado policial que Genivaldo "había muerto de una enfermedad repentina". También sostuvo que la prisión garantizaría el orden público.
Durante las audiencias, la defensa solicitó la liberación de la prisión preventiva de uno de los imputados, pero el pedido fue denegado el 21 de diciembre por el ministro del Superior Tribunal de Justicia (STJ), Rogerio Schietti Cruz, debido a la gravedad del delito. La defensa interpuso un segundo habeas corpus para la liberación del agente, que fue nuevamente negado por el STJ el 17 de febrero de 2023. En la decisión, el ministro Rogerio Schietti reiteró su sentencia anterior, afirmando que "existía motivación adecuada en la decisión judicial que mantuvo La prisión".

### Reestructuración interna del PRF
Se constató que el PRF retiró la materia de Derechos Humanos del Curso de Capacitación Policial para la clase que inició el 17 de junio. Se eliminó la carga horaria y se comenzó a abordar el contenido de la asignatura denominada Prácticas Orientadas al Trabajo. El Ministerio Público de Goiás presentó una demanda el 28 de junio para que el asunto se reincorpore al curso. El MPF también pidió que se revoque el decreto emitido por el director general del PRF, Silvinei Vasques, ya que abolió las comisiones de derechos humanos de la corporación.
El 19 de julio, el PRF publicó un documento en el que instruye a los agentes policiales sobre cómo abordar los abordajes a personas con problemas mentales. A pesar de la reciente divulgación, el documento fue firmado el 14 de junio por el director de Operaciones de la PRF, Djairlon Henrique Moura. El documento tiene dieciocho pautas, entre ellas evitar el contacto físico, no amenazar a la persona en crisis con arrestos y reducir las señales luminosas y sonoras del vehículo durante la aproximación. Los agentes también reciben instrucciones de pedir ayuda a Samu o al Departamento de Bomberos Militares. Pese al contenido del documento, Genivaldo de Jesús no fue citado.
El 29 de julio, el Ministerio Público Federal recomendó al PRF establecer un grupo de trabajo para implementar el uso de cámaras por parte de los policías del organismo. El PRF tendría quince días para expresar si está de acuerdo con la recomendación. De ser así, el MPF recomendó que la planificación se hiciera en sesenta días y la implementación en 120 días.

### Primera y segunda prórroga de la investigación
El 21 de junio, la policía solicitó al MPF otros treinta días para completar la investigación sobre la muerte de Genivaldo, alegando falta de peritaje realizado por el Instituto Nacional de Criminalística, en Brasilia, y por el Instituto Médico Legal de Sergipe. El 27 de julio se presentó una solicitud similar con la misma justificación. La prórroga fue concedida por el Ministerio Público Federal en Sergipe y entró en vigor el día 29.

### declaración de testigos
El 27 de julio, los testigos fueron citados para ser escuchados nuevamente en la Comisaría de Policía Civil de la ciudad de Umbaúba, esta vez para declarar ante el PRF. Se trataba de los tres familiares de la víctima y dos personas más. La familia y el abogado cuestionaron la necesidad del procedimiento.

### Tercera prórroga de la investigación
El 22 de agosto, el PRF volvió a solicitar una prórroga de la investigación, alegando aún que el organismo aún no había recibido los peritajes. El 25 de agosto, el caso seguía abierto durante 90 días.

### Conclusión de los informes IML
El 2 de septiembre, el IML y el Instituto de Investigaciones Forenses completaron los tres informes que confirman la causa de la muerte de Genivaldo. El informe anatomopatológico reveló que hubo una reacción inflamatoria importante, que cerró sus vías respiratorias. El informe toxicológico demostró que Genivaldo sólo se encontraba bajo los efectos del antipsicótico quetiapina, utilizado para tratar la esquizofrenia. Tampoco había una alta concentración de carboxihemoglobina en su sangre, por lo que no fue la causa de su muerte, pero durante la detonación de la bomba lacrimógena se formaron otras sustancias tóxicas, como 2-cloromeliomitrilo, monóxido y dióxido de carbono y ácido clorhídrico, que son capaces de provocar asfixia. También se realizó el informe cadavérico. Los informes fueron enviados a la Policía Federal y al Instituto Nacional de Criminalística, quienes emitirían un informe de la escena del crimen.
La investigación final concluyó el 26 de septiembre. En el mismo, la Policía Federal imputó a los tres policías que participaron en la acción por abuso de autoridad y homicidio calificado por asfixia sin medio de defensa. El informe indica que Kleber Nascimento Freitas roció con pimienta a la víctima al menos cinco veces y Paulo Rodolpho Lima Nascimento arrojó una granada de gas lacrimógeno contra el vehículo.
Fantástico, revista electrónica de TV Globo, obtuvo información sobre el reportaje y publicó un artículo el 9 de octubre. Al analizar las imágenes se pudo comprobar que Genivaldo quedó atrapado en medio de gases tóxicos durante once minutos y 27 segundos. A pesar de la pequeña cantidad de monóxido de carbono, había una gran concentración de sulfuro de hidrógeno, que puede provocar convulsiones e insuficiencia respiratoria.

### Acusación en el Ministerio Público Federal
El caso fue remitido al Ministerio Público Federal de Sergipe, que procesó a los policías el 10 de octubre. El proceso se mantuvo confidencial, pero el MPF informó que solicitó al juez su retiro tras su conclusión. La defensa de los policías afirmó que no hubo intención de matar a la víctima, argumentando que los agentes manifestaron que "en ningún momento quisieron el resultado de la muerte, ni lo previeron y/o consintieron". El día 14, los tres policías directamente involucrados en el asesinato fueron detenidos preventivamente por orden del magistrado Rafael Soares Souza y trasladados a la Prisión Militar de Sergipe. Los otros dos policías que firmaron el informe policial no fueron denunciados. El abogado defensor Glover Castro afirmó que tomaría las medidas necesarias para revertir la decisión. La acusación fue por tortura, abuso de autoridad y homicidio calificado.

### Audiencia judicial
El 22 de noviembre, el Tribunal Federal celebró una audiencia abierta al público, en el 7.º Juzgado Federal de Sergipe, en Aracaju. La audiencia fue interrumpida el día 25, cuando uno de los imputados enfermó y necesitó ser hospitalizado, y fue reprogramada para el día 29. La audiencia se reanudó y concluyó el 6 de diciembre. Además de los acusados, se entrevistó a 34 testigos.
El 10 de enero de 2023, el juzgado 7° decidió que los imputados serían juzgados por un jurado popular por los delitos de tortura-pena y triple homicidio. El cargo de abuso de autoridad fue retirado, pero los fiscales anunciaron que apelarían.

### Despido del tres agentes
El 14 de agosto de 2023, el ministro de Justicia del gobierno Lula, Flávio Dino, firmó la destitución de tres agentes del PRF involucrados en la muerte de Genivaldo Santos.

### Juicio
El 7 de diciembre de 2024, el Tribunal Federal condenó a los agentes del PRF William Noia y Kleber Freitas a 23 años, un mes y 9 días de prisión cada uno y otro al PRF Paulo Rodolpho a 28 años de prisión por la muerte de Genivaldo de Jesus.